# Никола Ръжанков
Никола Ръжанков е български часовникар и революционер.

## Биография
Роден е през 1840 година в село Калугерово, Татарпазарджишко. Около 1845 година семейството му се преселва в Пазарджик и закупува хан в източната Ени махала. На 18-годишна възраст заминава за Букурещ да учи часовникарския занаят. Завръща се в Пазарджик и отваря собствен часовникарски дюкян. Запознава се с революционните идеи на българските емигранти в Букурещ. През 1869 година е един от основателите на революционния комитет в Пазарджик. Придружава Васил Левски в обиколките му из селищата в Пазарджишко (1871 – 1872). В Пазарджик е пребит от турците и отива да се лекува в село Баня, Панагюрско, където умира през 1875 година.